# Harbin Aircraft Industry Group
La Harbin Aircraft Industry Group (HAIG) nota anche come Hafei (in precedenza nota come Harbin Aircraft Manufacturing Corporation o HAMC) è un'azienda aeronautica cinese. Fondata nel 1952, ha sede nella città di Harbin, nella provincia dello Heilongjiang, e fa parte del gruppo Aviation Industry Corporation of China (AVIC).
L'HAIG controlla anche una delle più importanti società automobilistiche cinesi, la Harbin Hafei.

## Prodotti

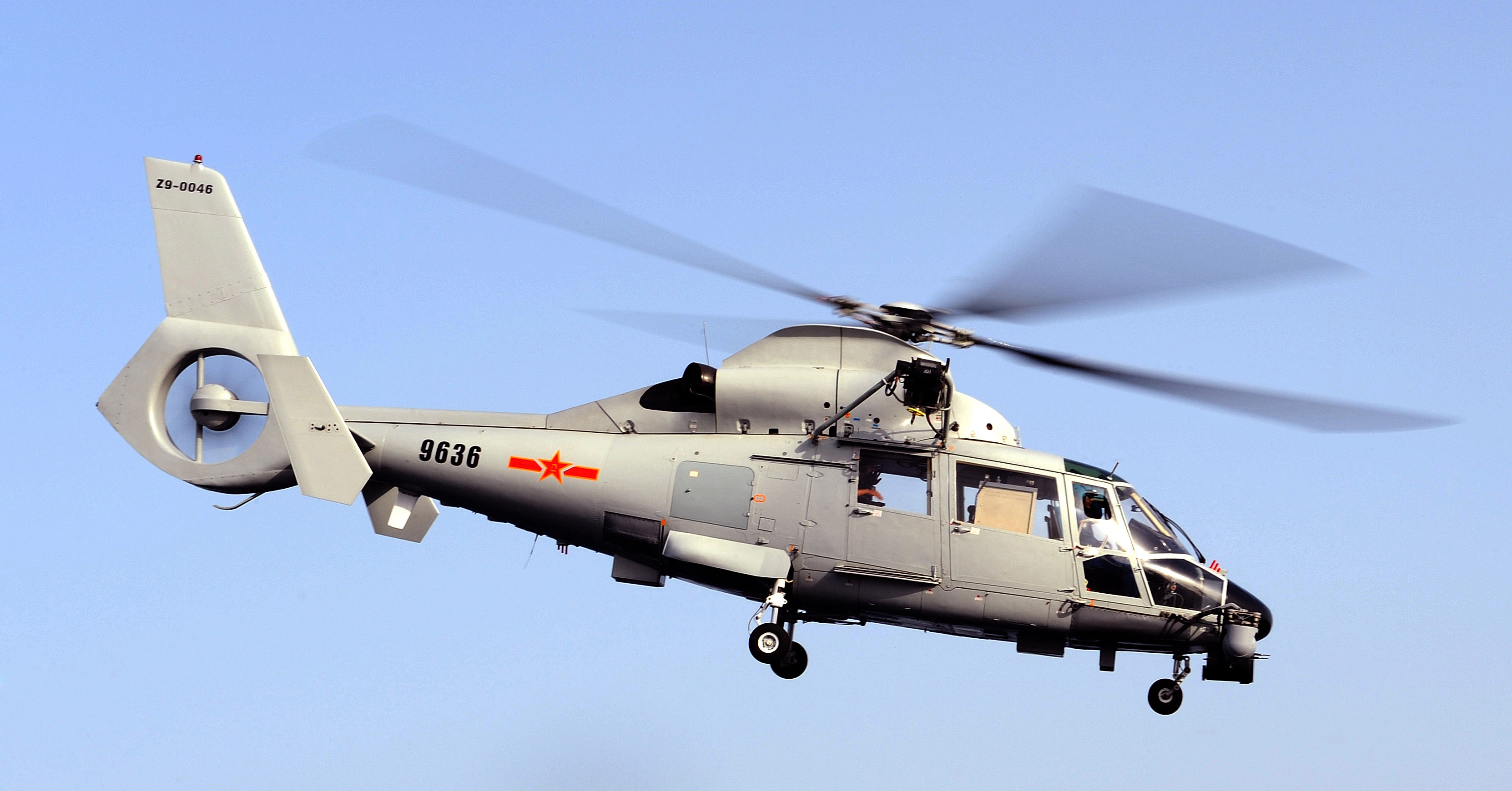
Harbin Z-9

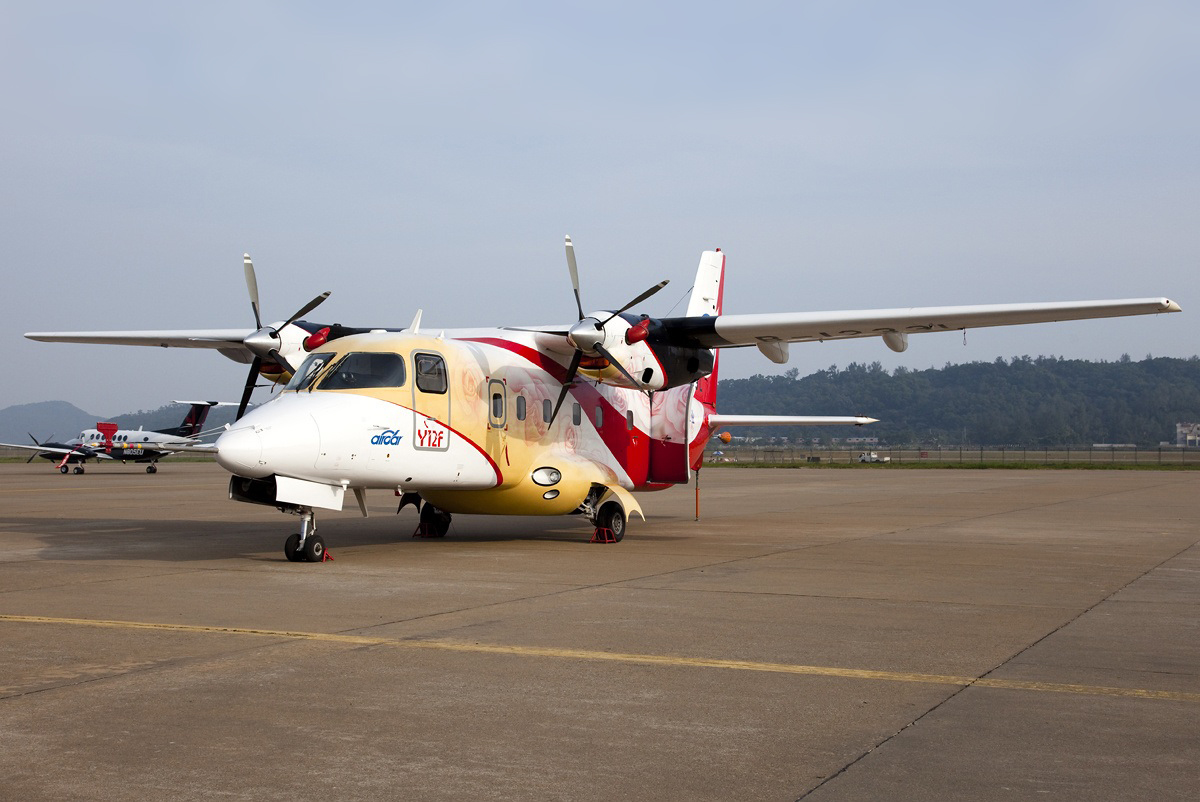
Harbin Y-12F

### Elicotteri
- Harbin Z-5 - Variante cinese dell'elicottero da trasporto Chinese Mil Mi-4
- Harbin/CHDRI Z-6 - sviluppo del Z-5
- Harbin Z-9 - elicottero polivalente - variante cinese del Eurocopter Dauphin
  - Harbin Z-9W/G - elicottero d'attacco
- Harbin Z-19 - elicottero d'attacco e ricognizione
- Harbin Z-20 - elicottero da 10 tonnellate sviluppato per la PLAAF
- Harbin Z-15/EC175 - elicottero multi-ruolo, sviluppato congiuntamente con Eurocopter
- HC-120/EC120 - elicottero sviluppato congiuntamente con Eurocopter e Singapore Technologies Aerospace, Ltd.[4]

### Bombardieri
- Harbin H-5 - variante cinese del bombardiere Ilyushin Il-28
- Harbin SH-5 - bombardiere anfibio
- HongDian-5 - versione per missioni ECM derivato dal Harbin H-5

### Pattugliatori/Utility
- Harbin PS-5 - pattugliatore anti-sommergibile basato sul Harbin SH-5
- Harbin Y-11 - velivolo bimotore ad ala bassa

### Trasporto
- Harbin Y-12 - variante STOL Harbin Y-11

### Aerei di linea
- ERJ 145 - in joint venture con Embraer[5]
- Embraer Legacy 650[6]

### Aeromobili a pilotaggio remoto
- Harbin BZK-005